# Paravilla emulata
Paravilla emulata är en tvåvingeart som först beskrevs av Joseph Hannum Painter 1962.  Paravilla emulata ingår i släktet Paravilla och familjen svävflugor. Inga underarter finns listade i Catalogue of Life.